# Günther Heubgen
Günther L. Heubgen (* 2. Januar 1949 in Rheinbrohl) ist ein deutscher Fachbuchautor im Bereich Biologie. Er ist Wettbewerbsleiter im Raum Neuwied bei Jugend forscht. Er ist Autor des Buches Entwicklung eines didaktischen Modells für den gymnasialen Leistungskurs Biologie, dargestellt an aquatischen Ökosystemen der Manderscheider Vulkangruppe/Eifel. Zurzeit wohnt er in Rheinbrohl, wo er ein Sportstudio leitet, das Gesundheits- und Fitness-Center des TV Rheinbrohl. Ebenso war er Lehrer am Martinus-Gymnasium Linz.
Seit November 2011 hat er sich zur Ruhe gesetzt.

## Werke (Auszug)
- Anleitungen zur Verbesserung des Lernverhaltens (1983)
- Wechselbeziehungen in einem Waldökosystem (1984)
- Der Mikrocomputer im Biologieunterricht (1985)
- Entwicklung eines didaktischen Modells für den gymnasialen Leistungskurs Biologie, dargestellt an aquatischen Ökosystemen der Manderscheider Vulkangruppe/Eifel (1993)